# Operazione Reinhard

I campi di sterminio costruiti durante l'operazione Reinhard

Operazione Reinhard (in tedesco: Aktion Reinhard) fu il nome in codice dell'operazione di sterminio degli ebrei polacchi e dei rom del Governatorato Generale, nella Polonia occupata dalla Germania nazista, durante la seconda guerra mondiale. Nel suo corso, tra il luglio 1942 e l'ottobre 1943, furono uccisi circa 1,7 milioni di ebrei e 50000 rom dei cinque distretti del Governatorato (Varsavia, Lublino, Radom, Cracovia, Galizia).
Il nome in codice è legato a quello dell'Obergruppenführer delle SS Reinhard Heydrich, uno dei principali pianificatori dell'Endlösung, ucciso in un attentato della resistenza ceca nella tarda primavera del 1942. L'Aktion Reinhard fu attuata principalmente nei campi di sterminio, allestiti nel 1942 e dotati di camere a gas, di Bełżec (operativo da marzo), Sobibór (da aprile) e Treblinka (da luglio).

## Origini e unicità dei campi dell'Operazione Reinhard
I primi campi di concentramento (Konzentrationslager) nazionalsocialisti furono fondati nel 1933, pochi mesi dopo l'ascesa al potere di Hitler. Il loro scopo era di rinchiudere e controllare oppositori politici, criminali comuni, «asociali» e omosessuali. La politica nazista del primo periodo non includeva tra le categorie da internare gli ebrei; una serie di leggi sempre più restrittive e umilianti li esclusero di fatto dalla vita civile tedesca allo scopo di forzarli all'emigrazione. Alcuni ebrei vennero internati nei campi di concentramento ma perché reputati oppositori politici e non come forma di persecuzione della razza ebraica (a differenza di quanto avvenne in seguito). Nonostante le condizioni di vita terribili, che andarono via via peggiorando e le numerose morti, questi campi non erano progettati, a differenza di quelli dell'operazione Reinhard, per l'omicidio di massa.
Una radicalizzazione delle politiche di sterminio si ebbe a partire dallo scoppio della seconda guerra mondiale. Nell'ottobre 1939 fu lanciata la Aktion T4, la soppressione di quelle che erano considerate «vite indegne di essere vissute» cioè dei disabili di nazionalità tedesca. Nel corso di questa operazione si fece per la prima volta utilizzo di camere a gas omicide e furono formati i «quadri» specializzati dai quali, in seguito, si attinsero gli specialisti per l'operazione Reinhard. L'Aktion T4, nonostante la supposta segretezza, ebbe ufficialmente termine, tra le proteste dei cittadini e delle comunità religiose tedesche, nell'estate del 1941.
Dopo lo scoppio del conflitto con l'Unione Sovietica (giugno 1941) entrarono in funzione speciali unità (Einsatzgruppen) formate da uomini della polizia e delle SS che avevano il compito di seguire le truppe tedesche avanzanti e «liquidare» la popolazione ebraica dell'Est attraverso fucilazioni di massa.
Le operazioni delle Einsatzgruppen destarono però preoccupazioni a Himmler che reputava troppo gravoso psicologicamente il compito affidato ai suoi uomini. Inoltre le Einsatzgruppen operavano all'aperto seguendo il fronte tedesco avanzante ed era praticamente impossibile garantire la segretezza necessaria delle «operazioni». Dopo una visita sul fronte orientale nell'agosto 1941 Himmler diede ordine di trovare nuovi metodi di uccisione più impersonali e meno gravosi per coloro che vi erano impegnati. Tale decisione condusse alla produzione di camere a gas mobili montate su autocarri e alimentate da monossido di carbonio prodotto dai tubi di scarico e convogliati sul piano di carico sigillato. I cosiddetti Gaswagen furono impiegati in Unione Sovietica e nel primo campo di sterminio, quello di Chełmno, che entrò in funzione l'8 dicembre 1941.
I campi di sterminio (Vernichtungslager) dell'operazione Reinhard nacquero nel contesto della cosiddetta «soluzione finale della questione ebraica» quando, nell'autunno 1941, fu avviato il piano di sterminio sistematico degli ebrei nei territori occupati dalle forze naziste. Tali campi - totalmente indipendenti dall'Ispettorato dei campi di concentramento ai quali facevano capo tutti i Konzentrationslager - furono mantenuti strettamente segreti e posti sotto la diretta autorità di Himmler. Strategicamente posizionati in zone scarsamente popolate della Polonia orientale, ma ben serviti da linee ferroviarie, Belzec, Sobibor e Treblinka furono utilizzati per lo sterminio degli ebrei dell'Europa orientale che già allora erano stati concentrati nei ghetti polacchi e russi in attesa di una soluzione definitiva.
A differenza dei campi di concentramento già esistenti e di Auschwitz, che divenne in seguito il simbolo della Shoah, dove una parte dei prigionieri veniva fatta lavorare fino all'esaurimento prima di venire assassinata, i campi dell'operazione Reinhard vennero creati con l'unico scopo di uccidere gli ebrei, che vi giungevano, nel più breve tempo possibile, divenendo così vere e proprie «fabbriche della morte». A parte piccolissime quote di deportati impiegati nei Sonderkommandos, a Belzec, Sobibor e Treblinka non esistevano, come ad Auschwitz e nei Konzentrationslager, strutture per lo sfruttamento della manodopera: i convogli ferroviari che giungevano incessantemente erano rapidamente scaricati e tutti i deportati erano inviati alle camere a gas nel giro di poche ore.